# جرج پریدو رابرت هریس

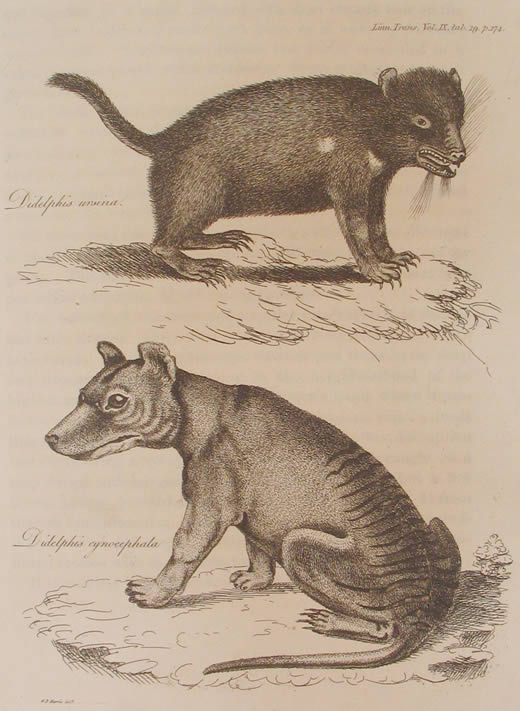
چوب‌تراشی از شیطان تاسمانی (بالا) و گرگ تاسمانی، پس از نگاره‌ای کشیده شده توسط هریس.

جرج پریدو رابرت هریس (۱۷۷۵–۱۸۱۰) از نخستین زیست‌شناسان فعال در تاسمانی، استرالیا، بود که از هنگام مهاجرتش به آن جزیره در ۱۸۰۳ تا درگذشتش در شهرک هوبارت در ۱۸۱۰ به کار پرداخت. او کاشف، هنرمند، و طبیعی‌دان نیز بود و بسیاری از گیاهان و کیسه‌داران بومی جزیره تاسمانی را توصیف کرد. از جمله این جانوران گرگ تاسمانی (اکنون منقرض) و شیطان تاسمانی هستند.